# Меморандум на Илинденската организация от 17 април 1924 година
Меморандумът на Илинденската организация от 17 април 1924 година, адресиран до председателя на Министерския съвет на България Александър Цанков, представлява, според организацията, остра критика срещу пагубната за македонската кауза политика на правителството. Меморандумът е ярка декларация на политически сепаратизъм от страна на македонската емиграция и ясно заявяване, че целта ѝ Независима Македония не е в съзвучие с държавните интереси на България, следователно македонските българи трябва да бъдат третирани като политическо малцинство.

## Предистория
Дошлият на власт с Деветоюнския преврат кабинет на Александър Цанков на практика продължава външната политика на правителството на Александър Стамболийски в търсене на югославска подкрепа за евентуална ревизия на загубата на Западна Тракия по Ньойския договор, което противоречи на стремежите на македонската емиграция. На 3 март 1924 година правителството извършва масови арести на македонски дейци, които са реверанс към Белград. Но за разлика от удара от 8 май 1923 година, когато е закрита Илинденската организация, този път акцията е насочена към легални македонски дейци, а не към революционерите от ВМРО. В София и Пиринска Македония са арестувани над 500 души, предимно дейци на Илинденската организация и на Македонските братства. Водачът на ВМРО Тодор Александров пише остри писма до някои министри, а Илинденската организация с писмо до Цанков заявява, че никой не може да ѝ отнеме правото да се бори за свободата на Македония. Кабинетът в отговор спира вестник „Пирин“, но Илинденската организация започва да издава на негово място вестник „20 юли“.

## Реакции и последици
Реакциите на мемоара са разнородни, включително и в средите на самата емиграция. Някои македонски дейци го подкрепят, но много членове на Братствата и на ВМРО обвиняват дейците на Илинденската организация в предателство, болшивизъм и вождизъм.
На 24 май 1924 година в Пловдив се провежда вторият редовен конгрес на Илинденската организация. Според Занков ръководството трябва да се яви на конгреса „с пълно съзнание, че ние (илинденци) сме в полза, а не във вреда на движението“. Преди конгреса Занков, Йовков, Пирчев, Абазов и Чаков се срещат с Александър Протогеров, Алеко Василев и Георги Атанасов. Тогава членовете на ЦК на ВМРО Протогеров и Александров вече са в конфликт, но това не е широко известно. Въпреки че представителите на ИО си заминават от тази среща с впечатлението, че са постигнали разбирателство с представителите на ВМРО, на конгреса срещу тях се изправят привърженици на Александров, начело с Йордан Чкатров, които лобират сред делегатите да не се избере старото ръководство на ИО, подписало меморандума, защото то „отишло много наляво“. Меморандумът става предмет на спор на конгреса. Според Палешутски делегатите не го приемат като болшевишки, а като „документ от буржоазнодемократичния център на движението“. Конгресът одобрява меморандума и дейността на старото ръководство, като в новото ръководство се избират част от членовете на старото, както и поддръжници на меморандума. Велко Думев и Петър Мърмев се заканват, че „борбата ще пренесем на улицата“.
Дискусията между илинденци и противниците им по повод меморандума се влива в широката дискусия за отношението към Септемврийското въстание и генерално за пътя на македонското дело наляво или надясно. Меморандумът е последван от Майския манифест от същата година, от убийството на Тодор Александров през август и от разгромът на Илинденската организация от десницата на ВМРО в Горноджумайските събития през септември същата година.